# Tolbo
Tolbo (mongol : ᠲᠣᠯᠪᠤ
ᠰᠤᠮᠤ, VPMC : tolbu sumu, cyrillique : Толбо сум, MNS : Tolbo sum) est un sum du aïmag de Bayan-Ölgii, à l’extrémité Ouest de la Mongolie, principalement peuplée de Kazakhs.